# زوابی
زوابی (به عربی: الزوابي) یک شهرداری در الجزایر است که در استان سوق اهراس واقع شده‌است.